# Hugelia
Hugelia là một chi thực vật có hoa trong họ Polemoniaceae.

## Loài
Chi Hugelia gồm các loài: